# Parlamentswahl in Grenada 2018
Die Parlamentswahl in Grenada 2018 für das Repräsentantenhaus des karibischen Inselstaats Grenada fanden am 13. März 2018 statt. 

## Wahlergebnis
Die New National Party (NNP) von Premierminister Keith Mitchell gewann zum zweiten Mal in Folge alle 15 Sitze im Repräsentantenhaus und hielt damit den oppositionellen National Democratic Congress (NDC) unter Führung von Nazim Burke erneut aus dem Parlament heraus.
Während des Wahlkampfes verwies die NNP auf die Erfolge der Regierung und nannte als Beispiele die Schaffung neuer Arbeitsplätzen und das Wirtschaftswachstum. Mitchell wurde am 16. März für eine fünfte Amtszeit als Premierminister vereidigt. Für die neue Legislaturperiode verpflichtete er sich, „für mehr Effizienz und Sensibilität zu sorgen und Verschwendung und Korruption im öffentlichen Dienst zu bekämpfen“.
| Partei             | Sitze |
| ------------------ | ----- |
| New National Party | 15    |